# 埃尔普河畔阿韦讷
埃尔普河畔阿韦讷（法語：Avesnes-sur-Helpe，法語：[avɛn syʁ ɛlp] ⓘ），法国北部城市，上法兰西大区诺尔省的一个市镇，同时也是该省的一个副省会，下辖埃尔普河畔阿韦讷区，其市镇面积为2.24平方公里，2022年1月1日时人口数量为4,088人，在法国城市中排名第2,680位。
埃尔普河畔阿韦讷位于诺尔省东部，大埃尔普河畔，是一个区域性的中心城市，法国国道N2线和里尔—伊尔松铁路在此交汇。

## 地名来源
根据当地官方网站的论述，“Avesnes”一名出自拉丁语单词“Advenientes”，后者意为“移民者”，该名称可能与当地历史上法兰克人入侵有关。“sur-Helpe”这一后缀自1962年起成为当地官方名称的一部分。
因翻译标准不同，“Avesnes”在部分汉语资料中被译为阿韦纳。

## 历史

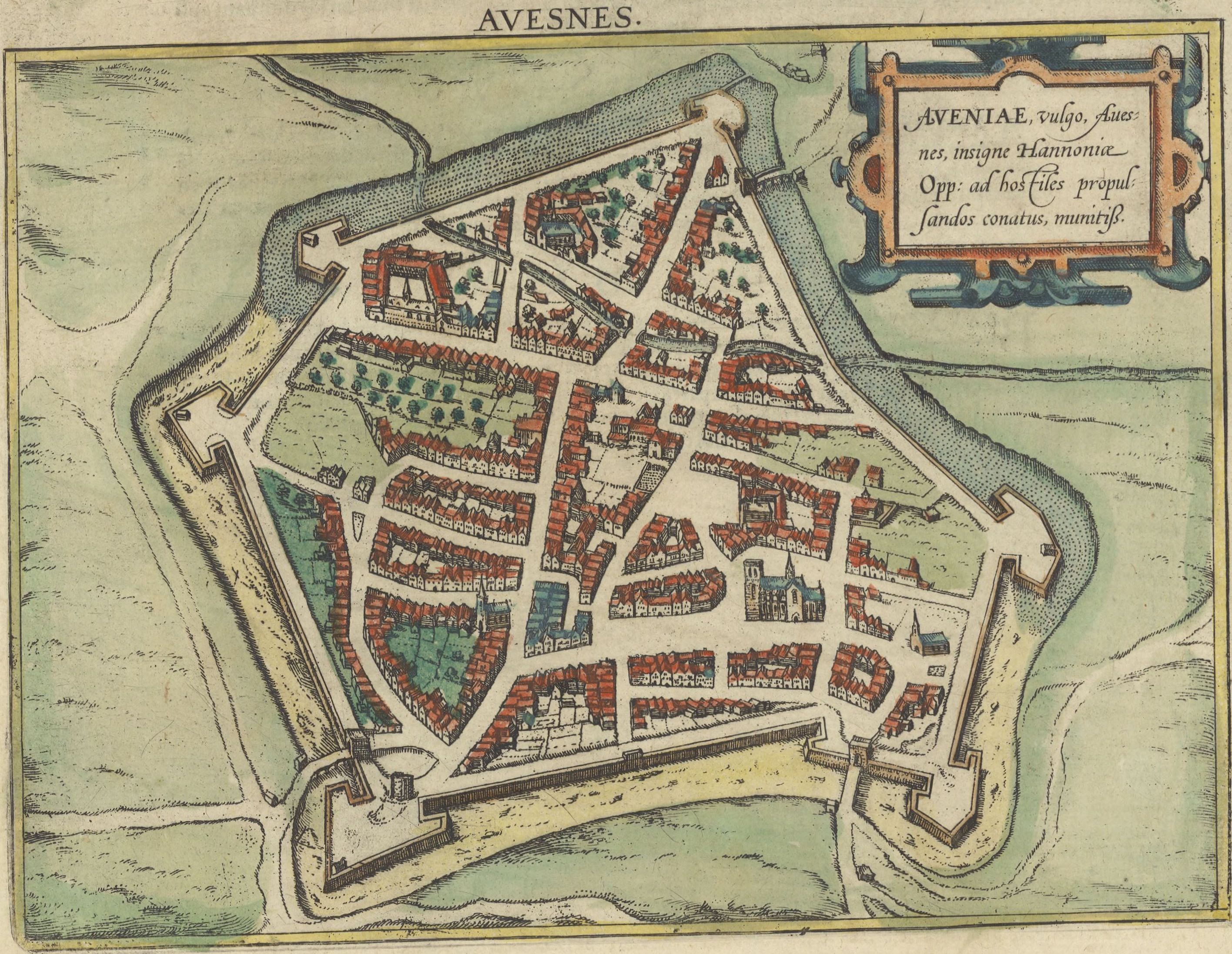
1645年的阿韦讷地图

埃尔普河畔阿韦讷的早期历史尚不清楚。中世纪初，法兰克人曾在此区域活动，并由此南下进入高卢腹地。公元9世纪时，阿韦讷所处的埃诺地区先后被划归中法兰克王国和东法兰克王国。中世纪中期，阿韦讷为埃诺伯国的一部分，埃诺伯爵的附庸韦德里克·勒索尔成为阿韦讷领主，由此开创了阿韦纳家族。1050年，韦德里克·勒索尔的长子长胡子韦德里克在阿韦讷修建了一处城堡作为家族宅邸。1080年，阿韦讷的蒂埃里在阿韦讷东部又兴建了一处塔楼。至12世纪时，阿韦讷城堡和塔楼之间逐渐形成一个的城镇。1200年，阿韦讷获得市镇宪章。13世纪时，阿韦讷城市向大埃尔普河北侧扩张。英法百年战争末期，路易十一和大胆查理在阿韦讷附近展开了激烈的交战。1477年，勃艮第军队曾控制阿韦讷，其领主阿尔布雷的阿兰因不愿意投诚勃艮第属尼德兰而放火烧毁了阿韦讷。战争结束后，在阿尔布雷的露易丝（Louise d'Albret）的支持下，阿韦讷得到恢复重建，并因纺织和皮革加工而成为一个区域性的工商业中心。16世纪时，阿韦讷先后为哈布斯堡尼德兰和西属尼德兰的一部分，1659年根据《比利牛斯条约》成为法兰西王国的领土。为加强王国边疆防御，在路易十四的要求下，阿韦讷修建了沃邦防御城堡。18世纪时，随着哈布斯堡家族的衰败，阿韦讷的战略防御地位有所下降。法国大革命结束后，阿韦讷成为北部省的一个市镇和该省的一个地区行署，后于1801年改制为副省会。1793年，来自阿尔萨斯的斯特罗在参与瓦蒂尼战役前曾居住于阿韦讷。为纪念这位民族英雄，阿韦讷镇中心于1837年建成了斯特罗雕像。工业革命期间，阿韦讷市区兴建了多处公共建筑，当地出现了法国最早的黄油集市。途经阿韦讷的铁路线于1867年建成，同年，当地的军营被拆除，部分设施被转为民用，当地的人口数量有所增加。第一次世界大战末期，阿韦讷一度被德国控制，陆军司令埃里希·鲁登道夫和保罗·冯·兴登堡曾在1918年3月至7月间驻扎阿韦讷并指挥这一区域作战的普鲁士军队。第二次世界大战期间，阿韦讷境内出现了多个抵抗运动组织。位于埃尔普河畔阿韦讷镇中心的监狱于1962年关闭，其主体建筑于1970年被拆除。

## 地理

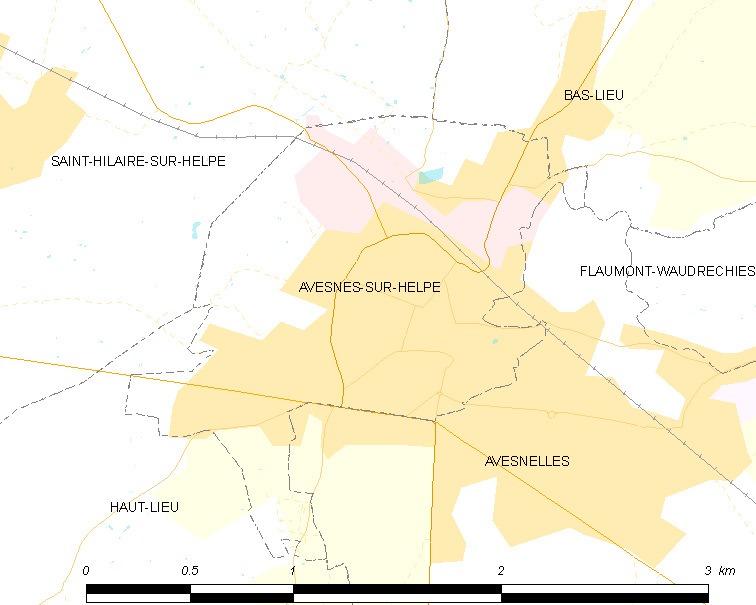
埃尔普河畔阿韦讷市镇范围地图

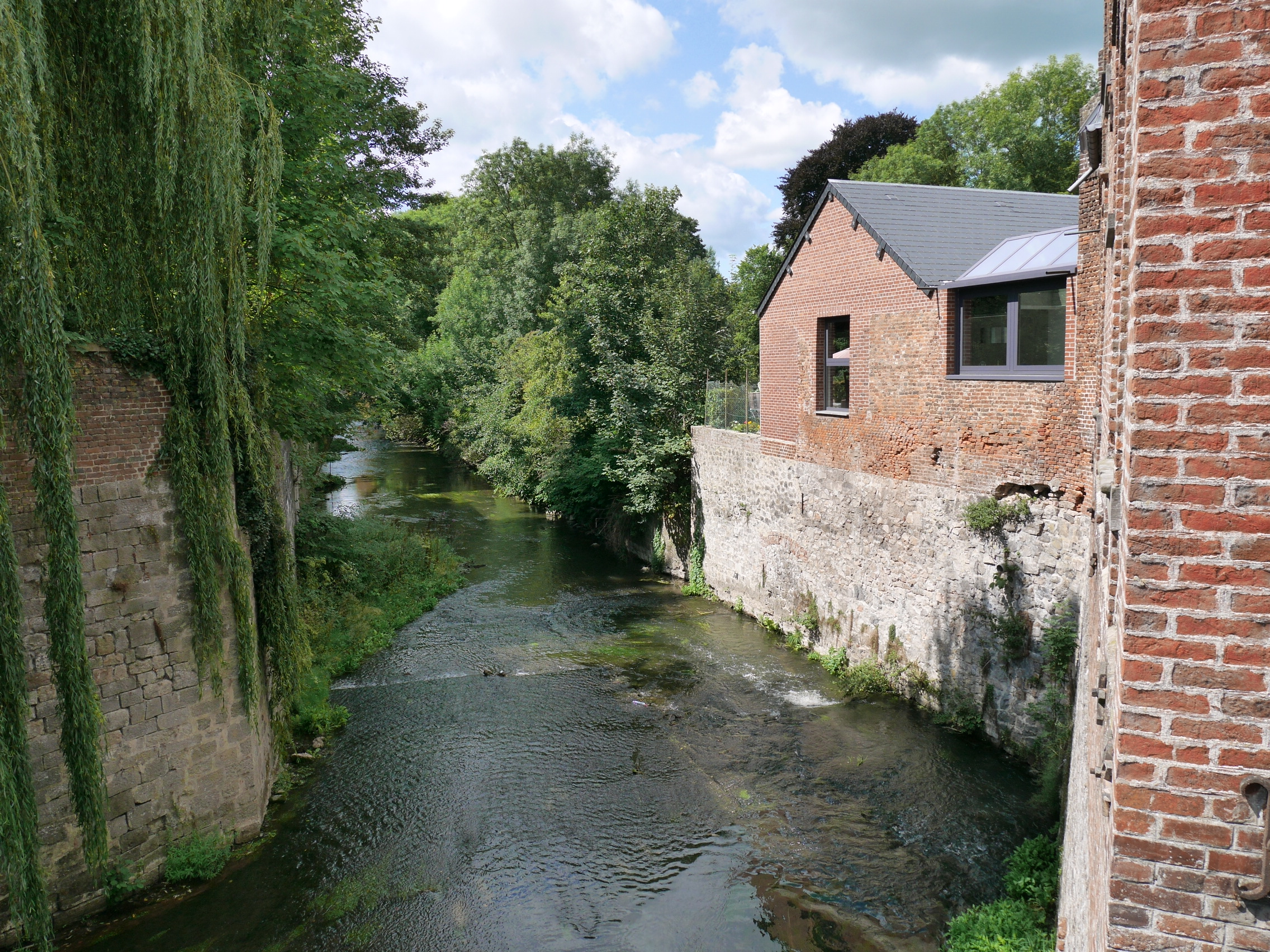
大埃尔普河

埃尔普河畔阿韦讷位于法国北部，上法兰西大区东北部和诺尔省东部，距离省会里尔大约97公里。与埃尔普河畔阿韦讷接壤的市镇包括：巴略、埃尔普河畔圣伊莱尔、欧略和阿韦内勒。

### 地形
埃尔普河畔阿韦讷位于阿登高原和北部-加来海峡平原之间的过渡地带，境内以平原和浅丘为主，市镇中心地势整体自北向南略有抬升，全境海拔在143到188米之间。

### 水文
埃尔普河畔阿韦讷位于默兹河流域范围内，大埃尔普河自东向西流经市区北部。

### 植被
埃尔普河畔阿韦讷属于温带阔叶混交林区，市区东部的阿蒂尔·穆兰广场（Square Arthur Moulin）是当地主要的城市绿地，此外林地多分布于河流附近。
在鲜花城市的评比中，埃尔普河畔阿韦讷暂未被评级。

### 气候
埃尔普河畔阿韦讷在柯本气候分类法中属于温带海洋性气候（Cfb）。
距离埃尔普河畔阿韦讷最近的常年气象站位于莫伯日境内，以下为该气象站的数据（其中日照数据取自里尔）：
| 莫伯日 1981年－2019年 | 莫伯日 1981年－2019年 | 莫伯日 1981年－2019年 | 莫伯日 1981年－2019年 | 莫伯日 1981年－2019年 | 莫伯日 1981年－2019年 | 莫伯日 1981年－2019年 | 莫伯日 1981年－2019年 | 莫伯日 1981年－2019年 | 莫伯日 1981年－2019年 | 莫伯日 1981年－2019年 | 莫伯日 1981年－2019年 | 莫伯日 1981年－2019年 | 莫伯日 1981年－2019年 |
| 月份                  | 1月                   | 2月                   | 3月                   | 4月                   | 5月                   | 6月                   | 7月                   | 8月                   | 9月                   | 10月                  | 11月                  | 12月                  | 全年                  |
| --------------------- | --------------------- | --------------------- | --------------------- | --------------------- | --------------------- | --------------------- | --------------------- | --------------------- | --------------------- | --------------------- | --------------------- | --------------------- | --------------------- |
| 历史最高温 °C（°F）   | 15 (59)               | 18 (64)               | 21.6 (70.9)           | 29.5 (85.1)           | 32 (90)               | 33.5 (92.3)           | 35.5 (95.9)           | 37.5 (99.5)           | 31.5 (88.7)           | 25.6 (78.1)           | 19.5 (67.1)           | 17 (63)               | 37.5 (99.5)           |
| 平均高温 °C（°F）     | 5.8 (42.4)            | 6.9 (44.4)            | 10.6 (51.1)           | 14.2 (57.6)           | 18.7 (65.7)           | 21.3 (70.3)           | 23.6 (74.5)           | 23.7 (74.7)           | 19.8 (67.6)           | 15.5 (59.9)           | 9.5 (49.1)            | 6.6 (43.9)            | 14.7 (58.5)           |
| 日均气温 °C（°F）     | 3.2 (37.8)            | 3.7 (38.7)            | 6.7 (44.1)            | 9.4 (48.9)            | 13.6 (56.5)           | 16.2 (61.2)           | 18.5 (65.3)           | 18.4 (65.1)           | 15.1 (59.2)           | 11.5 (52.7)           | 6.5 (43.7)            | 4.2 (39.6)            | 10.6 (51.1)           |
| 平均低温 °C（°F）     | 0.6 (33.1)            | 0.6 (33.1)            | 2.8 (37.0)            | 4.6 (40.3)            | 8.6 (47.5)            | 11.1 (52.0)           | 13.4 (56.1)           | 13.1 (55.6)           | 10.3 (50.5)           | 7.6 (45.7)            | 3.6 (38.5)            | 1.7 (35.1)            | 6.5 (43.7)            |
| 历史最低温 °C（°F）   | −17.5 (0.5)           | −13.7 (7.3)           | −7.5 (18.5)           | −5.7 (21.7)           | −1 (30)               | 1.9 (35.4)            | 6.5 (43.7)            | 5 (41)                | 2.4 (36.3)            | −5 (23)               | −11.5 (11.3)          | −11 (12)              | −17.5 (0.5)           |
| 平均降水量 mm（）     | 81.1 (3.19)           | 64.7 (2.55)           | 80.8 (3.18)           | 54.7 (2.15)           | 70.9 (2.79)           | 79.1 (3.11)           | 71.2 (2.80)           | 73.1 (2.88)           | 61.8 (2.43)           | 79.5 (3.13)           | 78.8 (3.10)           | 85.1 (3.35)           | 880.8 (34.68)         |
| 月均日照時數          | 65.5                  | 70.7                  | 121.1                 | 172.2                 | 193.9                 | 206                   | 211.3                 | 199.5                 | 151.9                 | 114.4                 | 61.4                  | 49.6                  | 1,617.5               |
| 来源：infoclimat.com  |                       |                       |                       |                       |                       |                       |                       |                       |                       |                       |                       |                       |                       |

## 行政区划

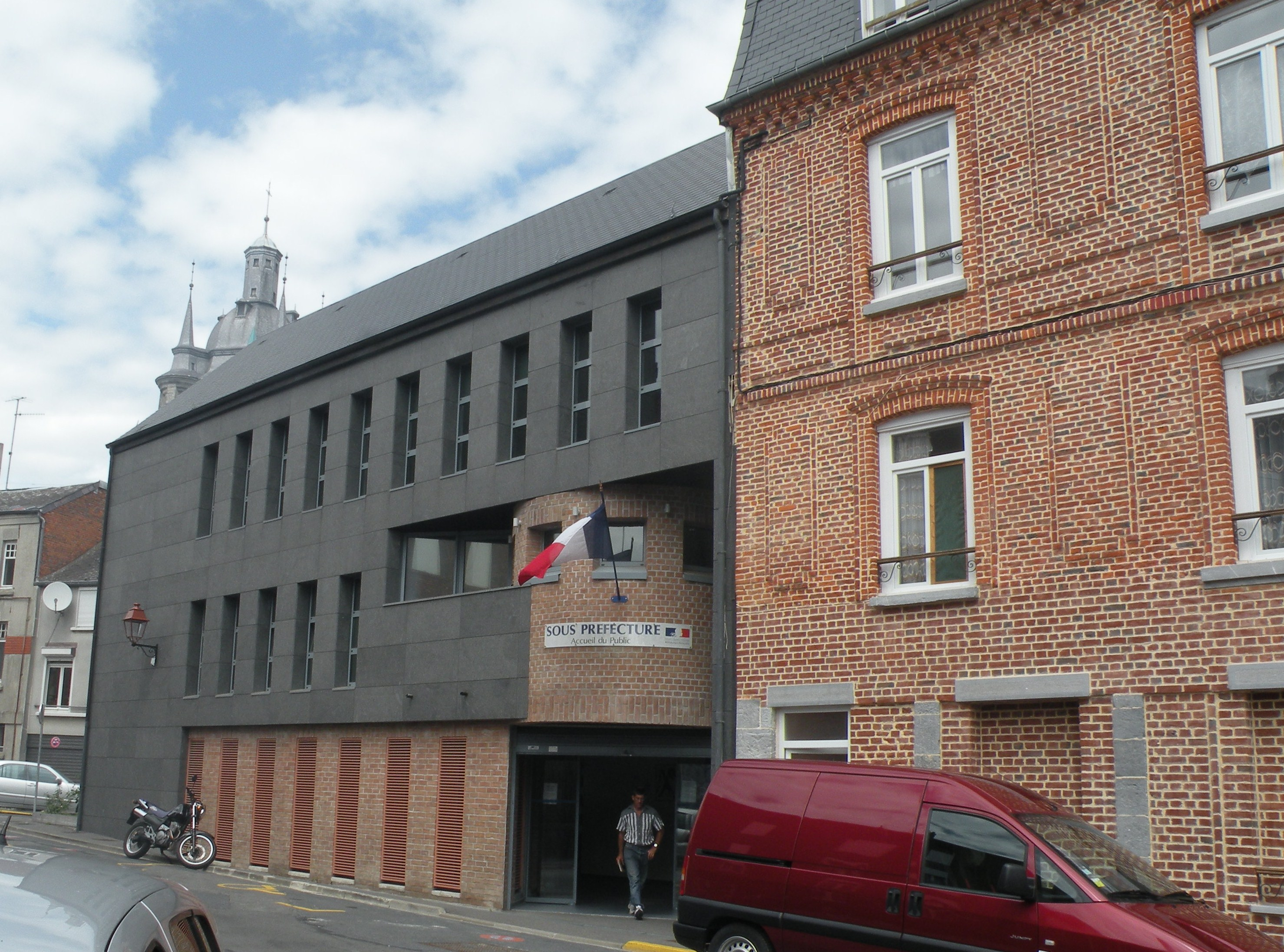
副省政府大楼

埃尔普河畔阿韦讷的市镇编号为59036，邮政编号为59440。
在行政管理方面，埃尔普河畔阿韦讷隶属于法国上法兰西大区诺尔省，同时也是该省的一个副省会，下辖埃尔普河畔阿韦讷区；在地方选举方面，埃尔普河畔阿韦讷是埃尔普河畔阿韦讷县的中央投票站所在地，其市镇范围全境被划入诺尔省第三选区和诺尔省第十二选区；在社会管理方面，埃尔普河畔阿韦讷是阿韦讷地区之心市镇公共社区的办公驻地。
截至2023年6月，埃尔普河畔阿韦讷市镇范围内的暂无任何城市敏感街区及城市政策优先街区。
法国国家统计与经济研究所（简称）在进行数据统计时，将埃尔普河畔阿韦讷及相邻的另外4个市镇设为埃尔普河畔阿韦讷城市核心区（Unité urbaine d'Avesnes-sur-Helpe）以及埃尔普河畔阿韦讷城市区（Aire urbaine d'Avesnes-sur-Helpe）。自2020年起，埃尔普河畔阿韦讷城市区被包含14个市镇的埃尔普河畔阿韦讷城市辐射区代替。此外，还将埃尔普河畔阿韦讷市镇整体看作一个“块区”（IRIS），以便于统计人口分布情况。

## 交通

### 公路
法国国道N2线和诺尔省省道D121线、D133线、D424线、D951线和D962线在埃尔普河畔阿韦讷境内交汇。上法兰西大区下属的城际客运提供巴士线路，可前往周边部分市镇。
| 14 | 62 |

| 13 | 65 |

| 里尔 | 104 |

| 瓦朗谢讷 | 55 |

| 莫伯日 | 21 |

| 欧努瓦-艾姆里 | 13 |

| 朗德勒西 | 19 |

| 拉卡佩勒 | 17 |

2019年，51.8%的埃尔普河畔阿韦讷家庭拥有至少一辆私人汽车。2019年，埃尔普河畔阿韦讷境内共发生各类交通事故1起，造成1人重伤。

### 铁路

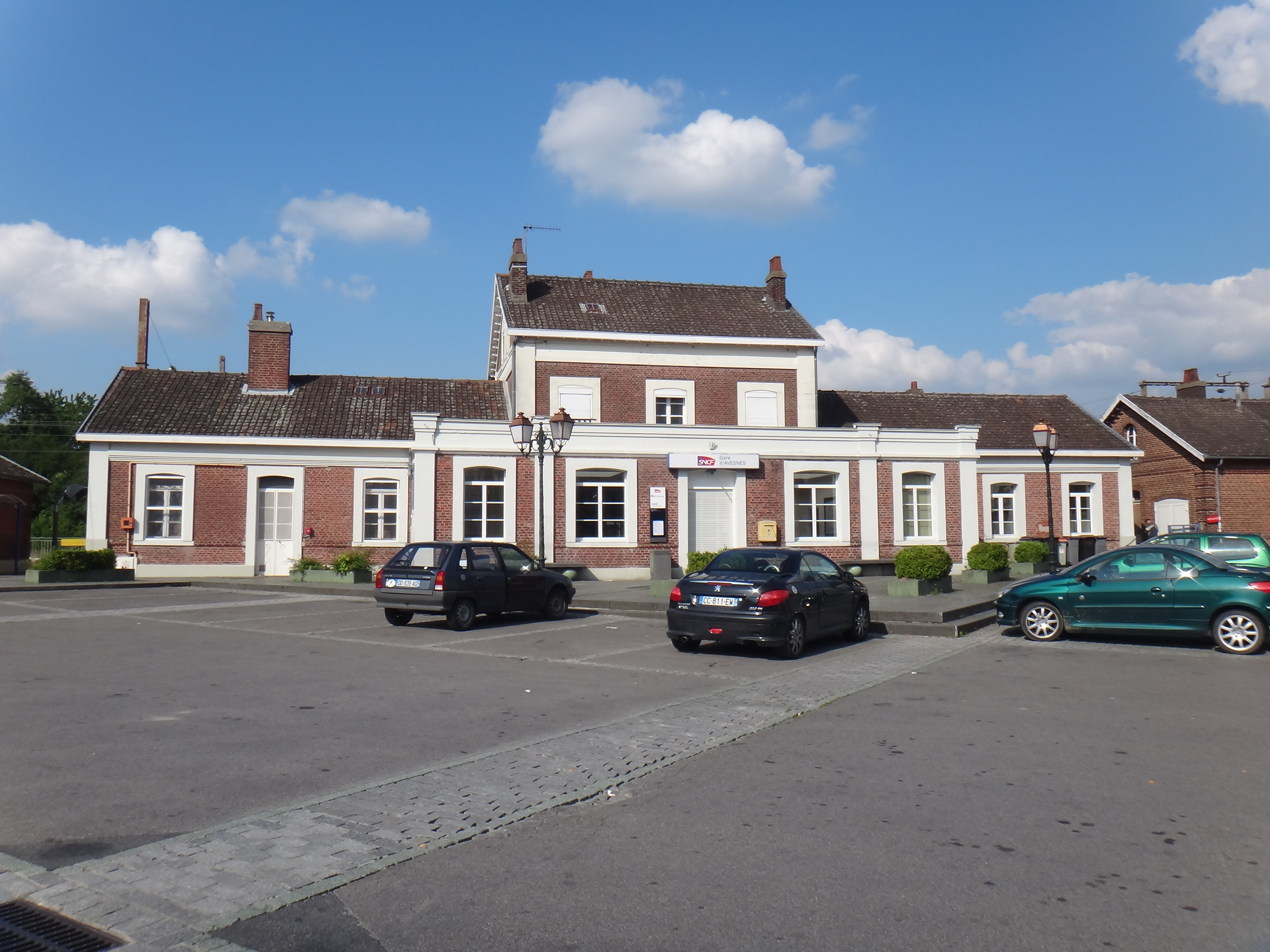
阿韦讷火车站

埃尔普河畔阿韦讷位于里尔－伊尔松铁路和阿韦讷—萨尔波特里铁路的交汇处，其中后者已于20世纪中期关闭。阿韦讷站位于市区北部，停靠往返于里尔和伊尔松一线的区域列车，部分班次可直通沙勒维尔-梅济耶尔。

### 航空
距离埃尔普河畔阿韦讷最近的民用航空站为66公里外的布鲁塞尔南部-沙勒罗瓦机场。

### 城市公共交通
截至2023年6月，埃尔普河畔阿韦讷暂无城市公共交通系统。

## 政治

### 市政内阁

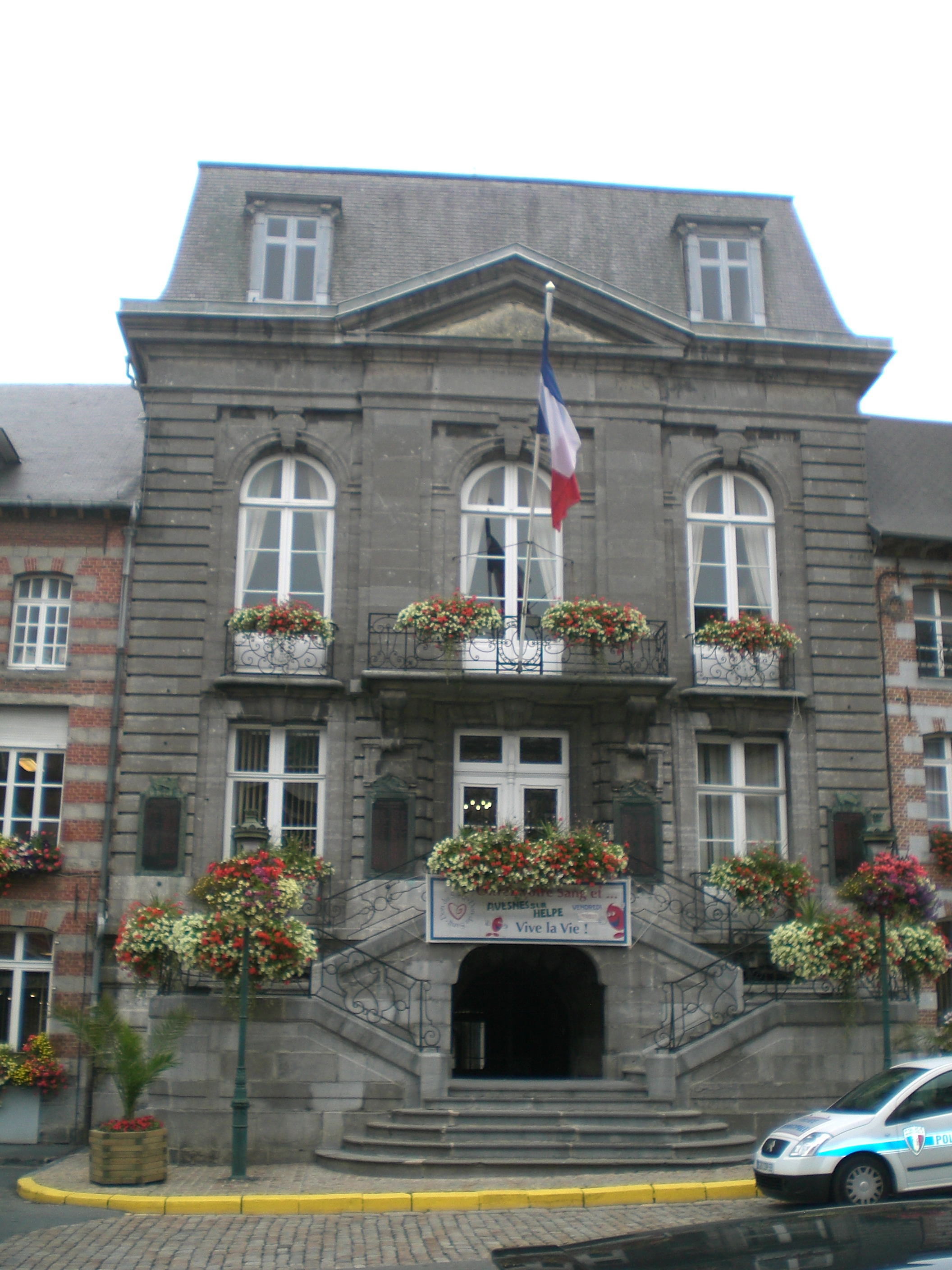
埃尔普河畔阿韦讷市政厅

埃尔普河畔阿韦讷的现任市长为塞巴斯蒂安·塞甘先生（Sébastien SEGUIN），他是一名中间派，在2020年的市政选举中获得了51.14%的支持率。
| 埃尔普河畔阿韦讷历届市长   | 埃尔普河畔阿韦讷历届市长                   | 埃尔普河畔阿韦讷历届市长              |
| 任期                       | 市长                                       | 党派                                  |
| -------------------------- | ------------------------------------------ | ------------------------------------- |
| 1944年－1947年             | Paul CHABLOZ 保罗·沙布洛                   | 不详                                  |
| 1947年－1953年             | Célestin FILLION 塞莱斯坦·菲永             | 不详                                  |
| 1953年－1958年             | Pierre LARIVIÈRE 皮埃尔·拉里维埃           | RPF法国人民联盟 →UNR新共和国联盟      |
| 1958年－1963年             | Pierre LAGRENÉ 皮埃尔·拉格勒内             | Centriste中间派 →FGDS民主社会左翼联盟 |
| （1963至1971年间资料暂缺） |                                            |                                       |
| 1971年－1989年             | Arthur MOULIN 阿蒂尔·穆兰                  | UDR共和国保卫联盟 →RPR保衛共和聯盟    |
| 1989年－1995年             | Paul CURTELIN 保罗·屈尔特兰                | UDF法国民主联盟                       |
| 1995年－2014年             | Alain POYART 阿兰·普瓦亚尔                 | RPR保衛共和聯盟 →UMP人民运动联盟      |
| 2014年－2020年             | Marie-Annick DEZITTER 玛丽-阿妮克·德齐泰尔 | UMP人民运动联盟 →LR共和黨             |
| 2020年－                   | Sébastien SEGUIN 塞巴斯蒂安·塞甘           | DVC混杂中间派                         |

### 各级选举
| 埃尔普河畔阿韦讷历届投票选举结果 | 埃尔普河畔阿韦讷历届投票选举结果 | 埃尔普河畔阿韦讷历届投票选举结果 | 埃尔普河畔阿韦讷历届投票选举结果 | 埃尔普河畔阿韦讷历届投票选举结果 | 埃尔普河畔阿韦讷历届投票选举结果 | 埃尔普河畔阿韦讷历届投票选举结果 | 埃尔普河畔阿韦讷历届投票选举结果 | 埃尔普河畔阿韦讷历届投票选举结果 | 埃尔普河畔阿韦讷历届投票选举结果 |
| 选举项目                         | 选举范围                         | 选区单位                         | 选区单位内的选举结果             | 选区单位内的选举结果             | 选区单位内的选举结果             | 选区单位内的选举结果             | 选区单位内的选举结果             | 选区单位内的选举结果             | 参考资料                         |
| 选举项目                         | 选举范围                         | 选区单位                         | 第一轮胜出者                     | 第一轮胜出者                     | 支持率                           | 第二轮胜出者                     | 第二轮胜出者                     | 支持率                           | 参考资料                         |
| -------------------------------- | -------------------------------- | -------------------------------- | -------------------------------- | -------------------------------- | -------------------------------- | -------------------------------- | -------------------------------- | -------------------------------- | -------------------------------- |
| 2017年法國總統選舉               | 法國                             | 市镇                             |                                  | 玛丽娜·勒庞                      | 29.26%                           |                                  | 埃马纽埃尔·马克龙                | 50.79%                           | [ 27 ]                           |
| 2017年法国立法选举               | 诺尔省第三选区                   | 市镇（部分）                     |                                  | 阿兰·普瓦亚尔                    | 28.57%                           |                                  | 克里斯托夫·迪蓬佩奥              | 60%                              | [ 27 ]                           |
| 2017年法国立法选举               | 诺尔省第十二选区                 | 市镇（部分）                     |                                  | 安娜-洛尔·卡特洛                 | 24.73%                           |                                  | 安娜-洛尔·卡特洛                 | 57.6%                            | [ 27 ]                           |
| 2019年欧洲议会选举               | 法國                             | 市镇                             |                                  | 若尔当·巴尔代拉                  | 33.78%                           | （不适用）                       | （不适用）                       | （不适用）                       | [ 29 ]                           |
| 2021年法国省级选举               |                                  | 县                               |                                  | 塞巴斯蒂安·塞甘 奥德·范考文贝格  | 28.24%                           |                                  | 塞巴斯蒂安·塞甘 奥德·范考文贝格  | 65.23%                           | [ 30 ]                           |
| 2021年法国省级选举               | 市镇                             |                                  | 塞巴斯蒂安·塞甘 奥德·范考文贝格  | 70.8%                            |                                  | 塞巴斯蒂安·塞甘 奥德·范考文贝格  | 82.86%                           |                                  | [ 30 ]                           |
| 2021年法国大区选举               | 上法蘭西大區                     | 市镇                             |                                  | 格扎维埃·贝特朗                  | 48.31%                           |                                  | 格扎维埃·贝特朗                  | 60.94%                           | [ 31 ]                           |
| 2022年法国总统选举               | 法國                             | 市镇                             |                                  | 玛丽娜·勒庞                      | 32.86%                           |                                  | 玛丽娜·勒庞                      | 56.48%                           | [ 27 ]                           |
| 2022年法国立法选举               | 诺尔省第三选区                   | 市镇（部分）                     |                                  | 桑德拉·德拉努瓦                  | 26.9%                            |                                  | 邦雅曼·圣于勒                    | 54.09%                           | [ 27 ]                           |
| 2022年法国立法选举               | 诺尔省第十二选区                 | 市镇（部分）                     |                                  | 安娜-洛尔·卡特洛                 | 38.42%                           |                                  | 安娜-洛尔·卡特洛                 | 62.08%                           | [ 27 ]                           |
| 2024年欧洲议会选举               | 法國                             | 市镇                             |                                  | 若尔当·巴尔代拉                  | 45.14%                           | （不适用）                       | （不适用）                       | （不适用）                       | [ 27 ]                           |
| 2024年法国立法选举               | 诺尔省第三选区                   | 市镇（部分）                     |                                  | 桑德拉·德拉努瓦                  | 46.07%                           | （第一轮已选出）                 | （第一轮已选出）                 | （第一轮已选出）                 | [ 27 ]                           |
| 2024年法国立法选举               | 诺尔省第十二选区                 | 市镇（部分）                     |                                  | 米夏埃尔·塔韦纳                  | 44.78%                           | （第一轮已选出）                 | （第一轮已选出）                 | （第一轮已选出）                 | [ 27 ]                           |

## 人口
2020年，埃尔普河畔阿韦讷市镇人口数量为4,158，在法国排名第2,680位。其中男性2,025人，女性2,170人，75岁及以上人口占8.1%，外籍人口数量为166人，人口密度为1,800人/平方公里，当地居民被称为（男性）或（女性）。2020年，埃尔普河畔阿韦讷境内出生47人，死亡人口86人。
| 埃尔普河畔阿韦讷1901年－2020年人口变化情况 |
|                                            |
| 数据来源：Cassini、INSEE                   |

## 经济

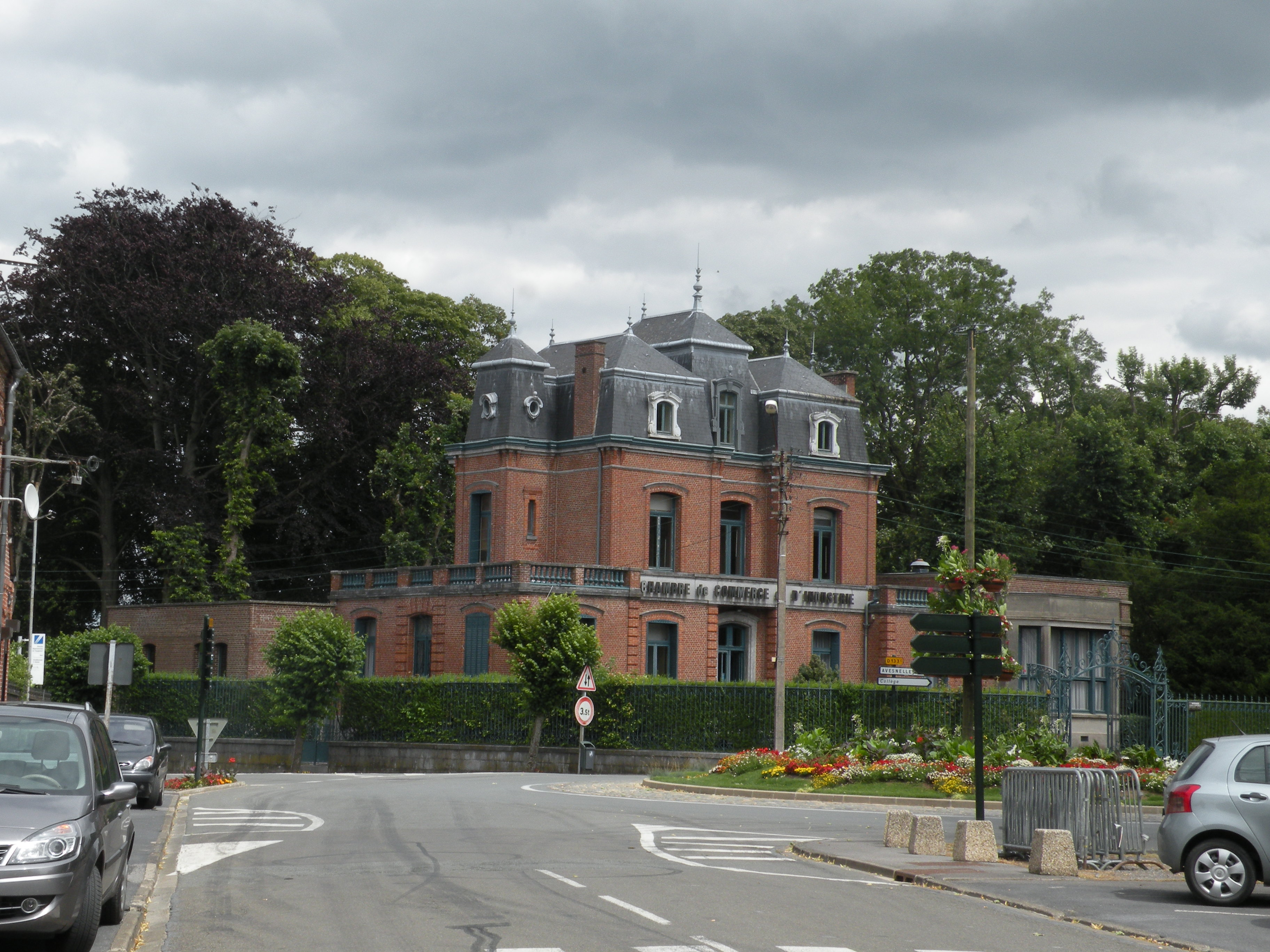
工商会大楼

埃尔普河畔阿韦讷是一个区域性的中心城市。截至2023年6月，埃尔普河畔阿韦讷市镇范围内共有各类用人单位（包含自雇）574家，平均历史为20年，其中99.1%为中小型企业（PME），2023年4月至6月间，当地的经济活力指数为0.35%。（五金）、（管道施工）及（商业设备）是当地2021年营业额最高的三个企业，分别为5,060,229欧元、3,473,677欧元和4,432,269欧元。

## 财政与居民收入
2021年，埃尔普河畔阿韦讷的财政收入总额为5,000,810欧元，财政支出总额为5,993,900欧元，当年的债务总额为4,778,130欧元。2021年，埃尔普河畔阿韦讷市镇通过增值税获得132,790欧元的收入，此外当地还共获得了1,086,390欧元的国家直接财政补助。
2020年，埃尔普河畔阿韦讷的人均月收入总额为1,852欧元，其中高级职员为3,454欧元，低于法国平均水平（4,230欧元）；中级职员为2,210欧元，低于法国平均水平（2,411欧元）；普通职员为1,579欧元，亦低于法国平均水平（1,740欧元）。
2019年，埃尔普河畔阿韦讷境内的贫困率为37%，青壮年（15至64岁）失业率为38.5%；当地26.0%的家庭拥有纳税资格，平均纳税2,336欧元，低于法国平均水平（3,910欧元）。

## 社会事务

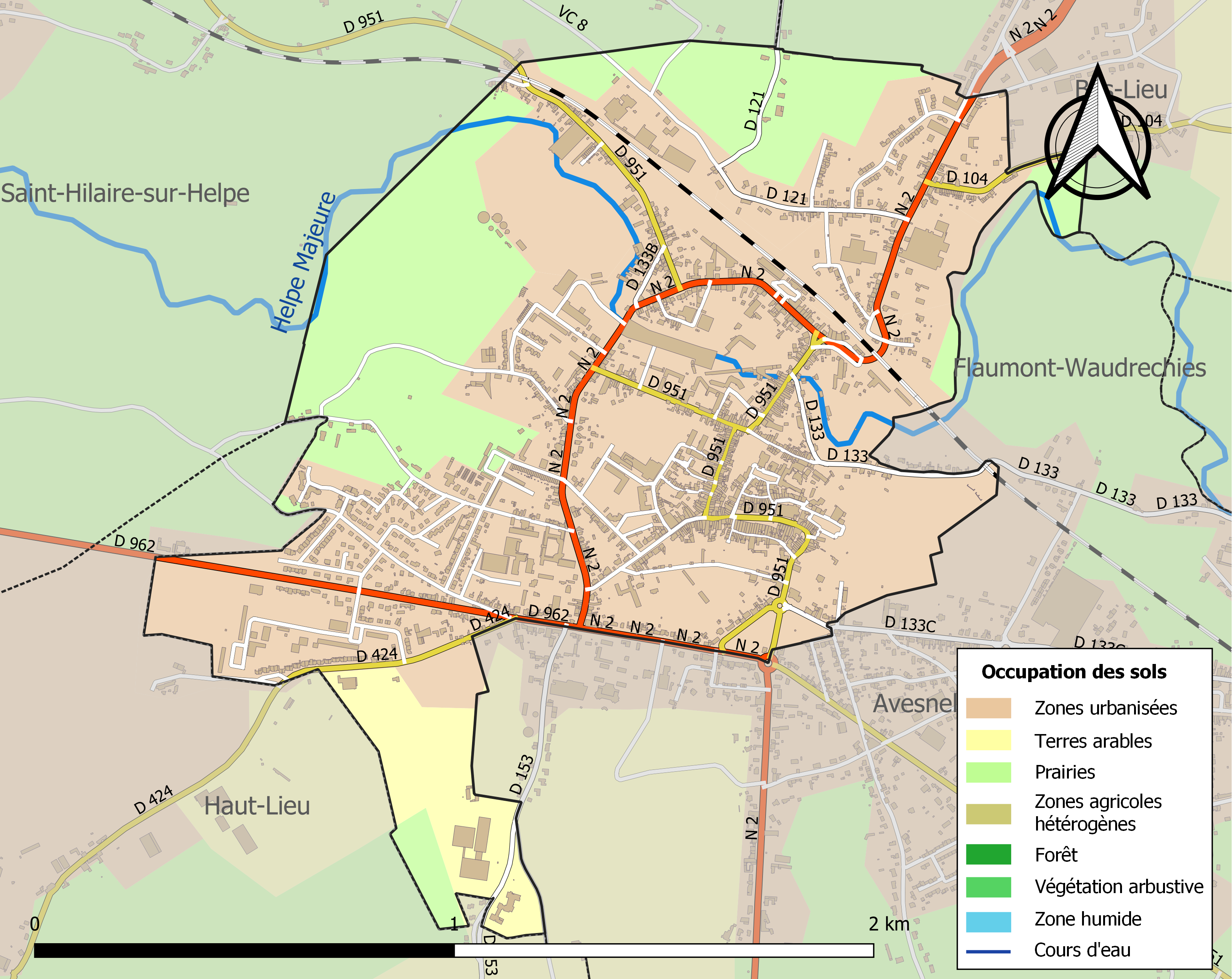
埃尔普河畔阿韦讷土地利用情况地图

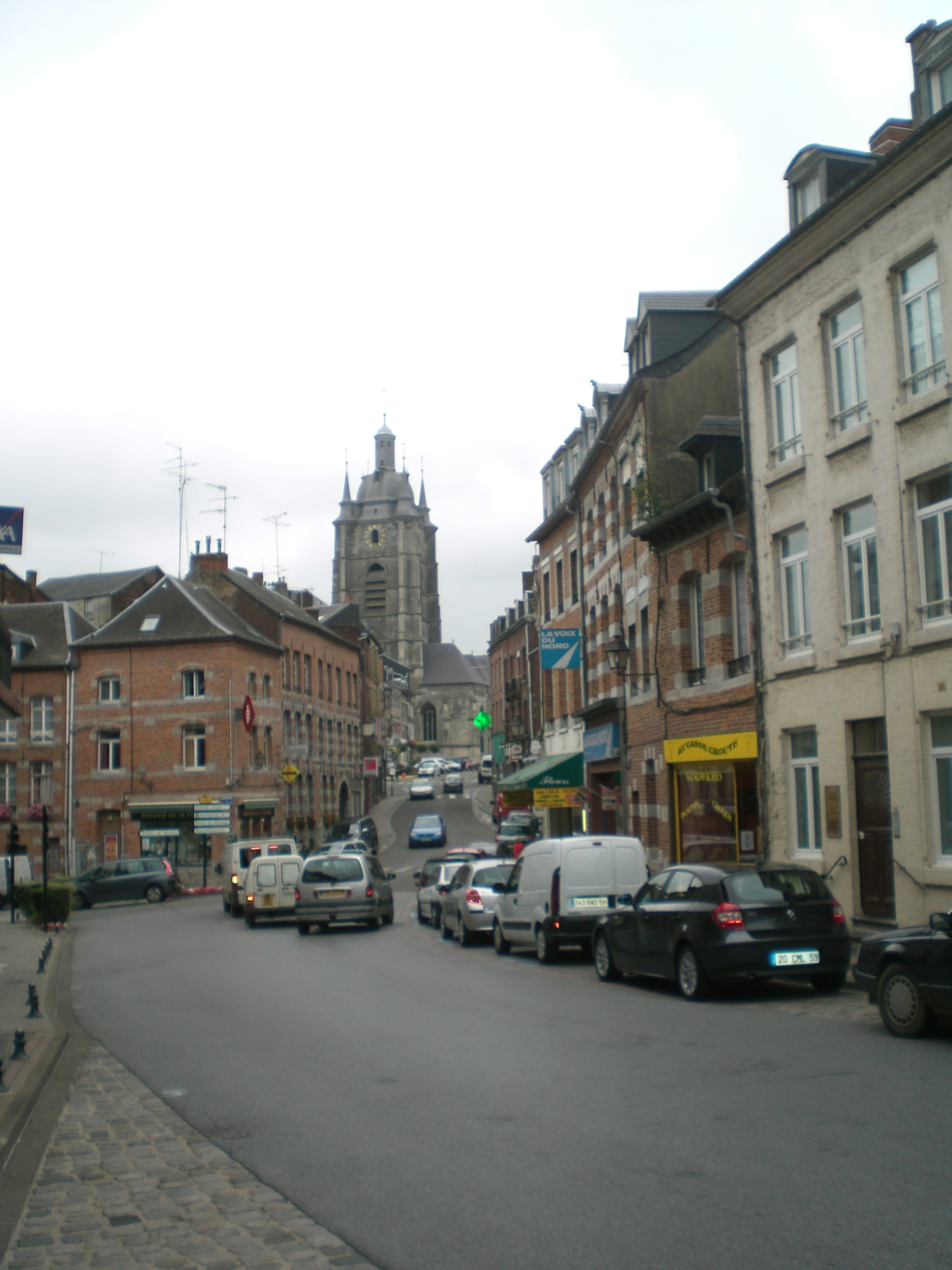
康布雷街

### 教育
埃尔普河畔阿韦讷属于里尔学区。截至2021年1月1日，埃尔普河畔阿韦讷境内共有4所小学、1所初级中学、2所普通高中和1所农业高中。2021至2022学年度，埃尔普河畔阿韦讷境内共有在校中等教育阶段学生1,141名。

### 医疗
截至2021年1月1日，埃尔普河畔阿韦讷境内共有全科医生5名、保健师8名、牙医10名和护士8名。境内共有药房2家。
阿韦讷地区中心医院（Centre Hospitalier du Pays d'Avesnes）是法国的一个区域性医疗机构，其主病区位于埃尔普河畔阿韦讷市区西南部，设有床位338个，是当地规模最大的公立综合性医院。

### 住房
2019年，埃尔普河畔阿韦讷境内共有各类住房2,393套，其中46.1%为独立式居民区，52.9%为集中式居民区。常住房屋占埃尔普河畔阿韦讷市镇范围内居民建筑总量的83.5%。
在住房保障政策方面，2021年，埃尔普河畔阿韦讷境内共有1,005户家庭获得了住房经济补助，受益人数占总人口数量的24.2%，其中987份为房租补助。

### 商业
2021年，埃尔普河畔阿韦讷境内共有各类实体商铺104家，其中餐厅17家、大型超市1家、杂货店2家、面包房5家、肉铺1家、书店1家、装饰品店1家、银行门店8家、美容美发店13家、汽车维修店8家。市区南部建有一家家乐福超市。

### 体育
2021年，埃尔普河畔阿韦讷境内共有1家游泳池、2间体育馆、1座综合体育场、3处网球场、1处足球或橄榄球场以及2处篮球或排球场。
截至2023年6月，埃尔普河畔阿韦讷96足球俱乐部（Football Club Avesnes-sur-Helpe 96，编号546350）是埃尔普河畔阿韦讷境内唯一的一家注册足球俱乐部，该队成立于1996年，其主队2022至2023赛季参加上法兰西大区足球联赛丙组（法国第八级别），其主场为莱奥·拉格朗日球场（Stade Léo Lagrange）。

### 环境
埃尔普河畔阿韦讷的环境事务由其所属的阿韦讷地区之心市镇公共社区联合各级政府协调负责。2021年，埃尔普河畔阿韦讷境内共有1家污染企业。

### 治安
2021年，埃尔普河畔阿韦讷市镇范围内有1处宪兵队。
埃尔普河畔阿韦讷国家宪兵队（zone gendarmerie de Avesnes-sur-Helpe）的管辖范围共包括132个市镇。2020年，该宪兵队累计记录各类案件3,395起，其中盗窃类案件1,522起，经济类案件427起，毒品交易类案件138起。

## 文化
2021年，埃尔普河畔阿韦讷境内共有1家电影院和1家博物馆。埃尔普河畔阿韦讷建有市政图书馆（Bibliothèque Municipale），每周二至六向公众开放。

### 建筑
埃尔普河畔阿韦讷境内有多处历史建筑，其中圣尼古拉大教堂、市政厅大楼等为法国国家文物保护单位。

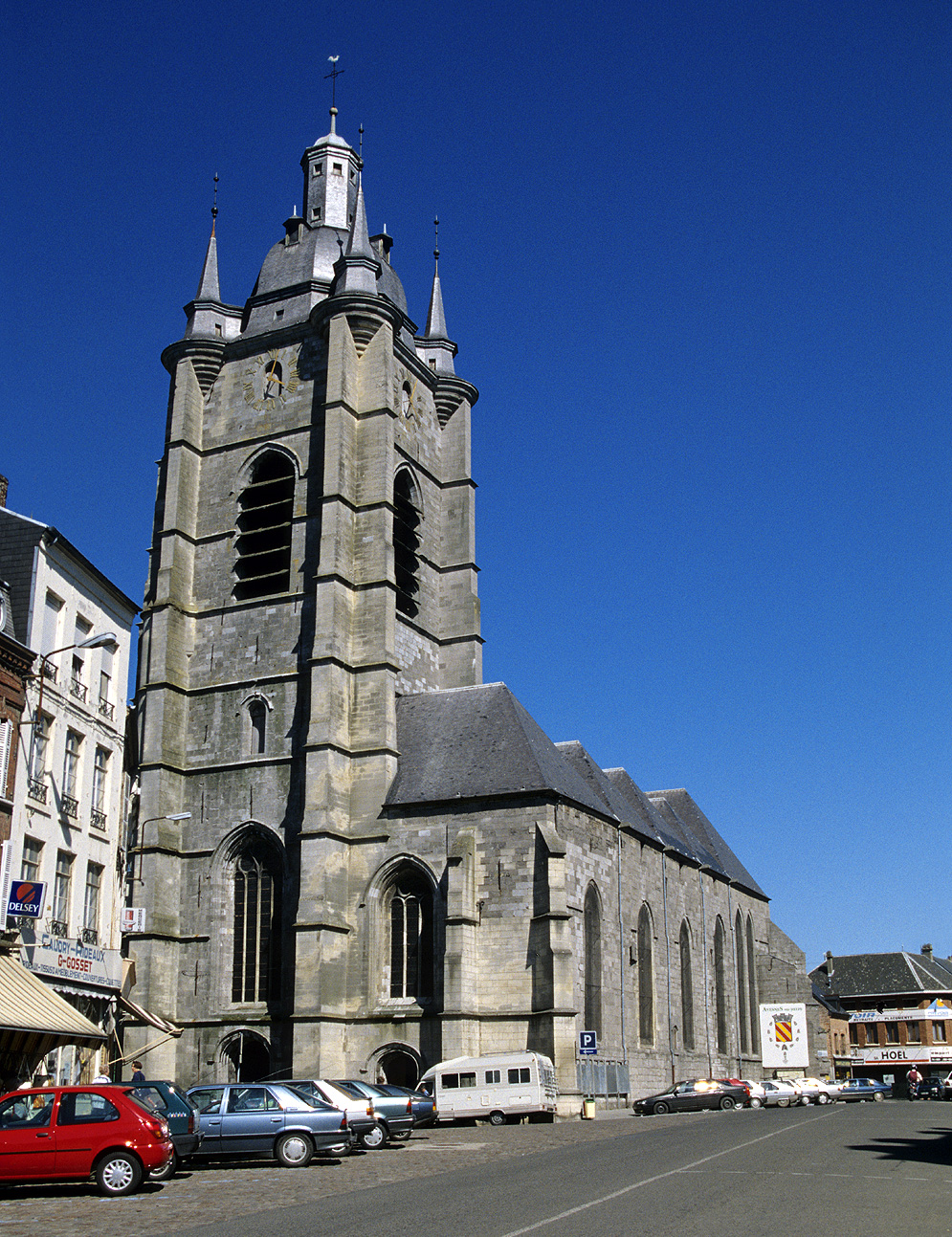
圣尼古拉大教堂（法语：Collégiale Saint-Nicolas d'Avesnes-sur-Helpe）
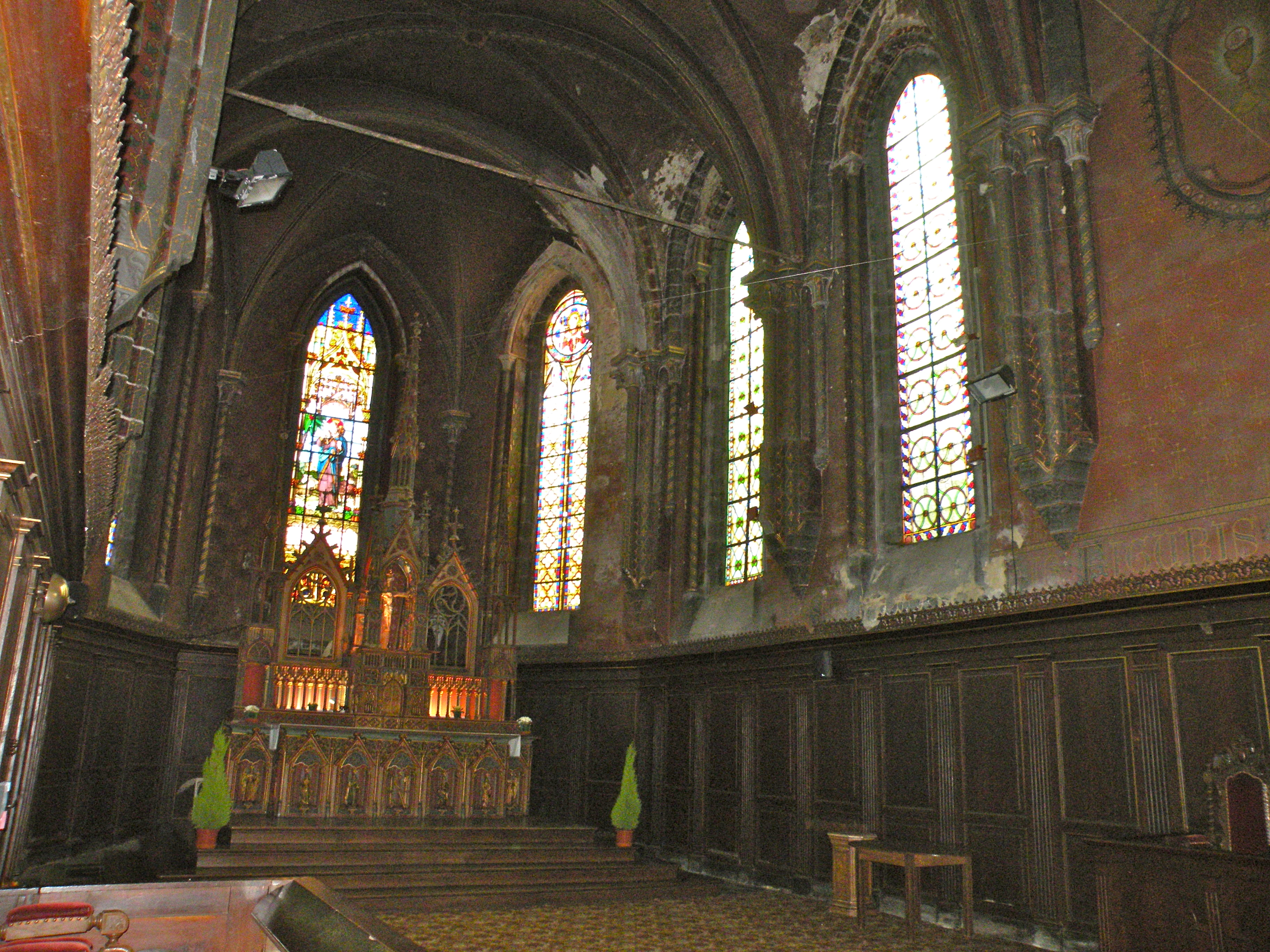
教堂大厅
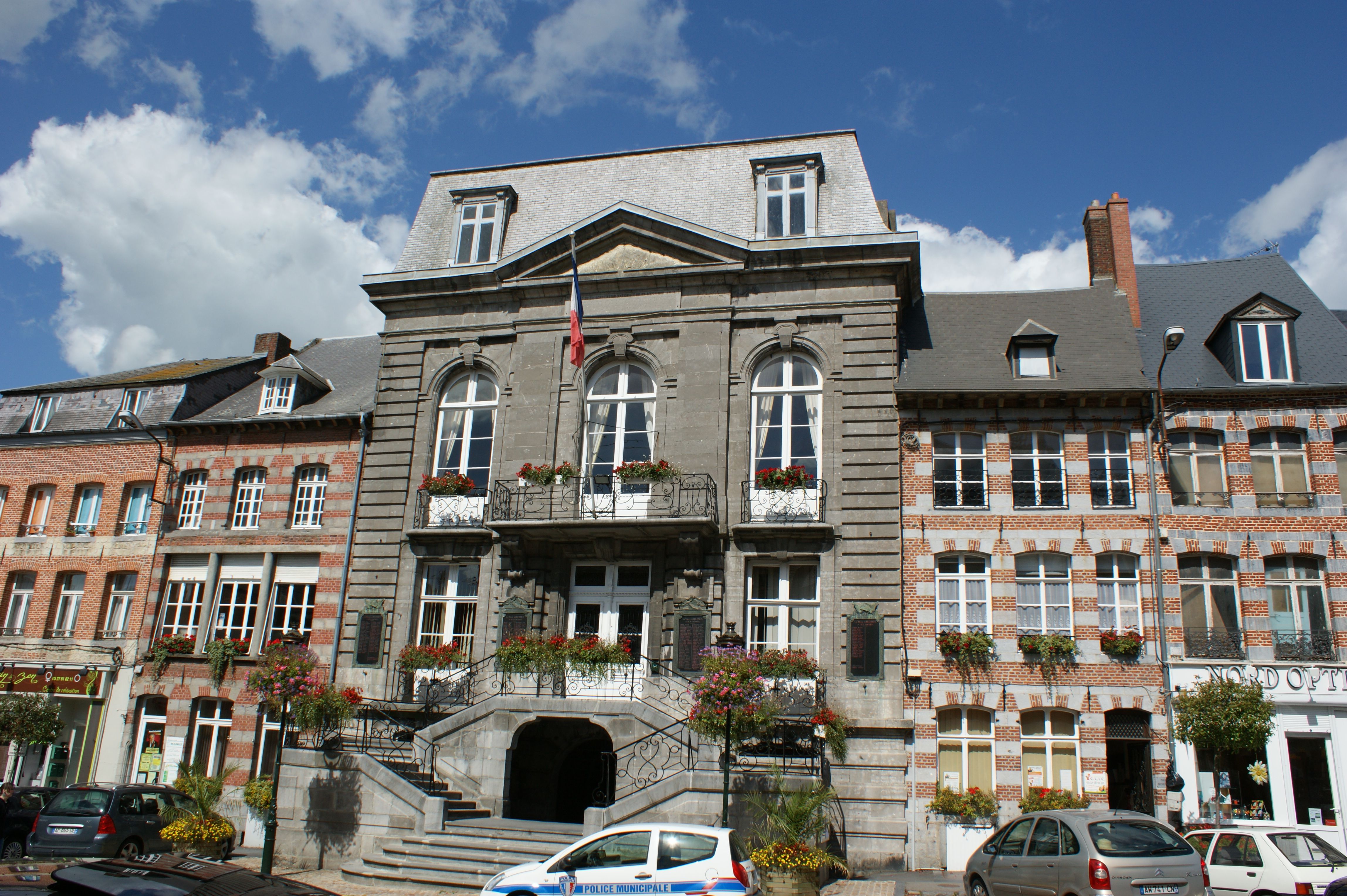
市政厅大楼
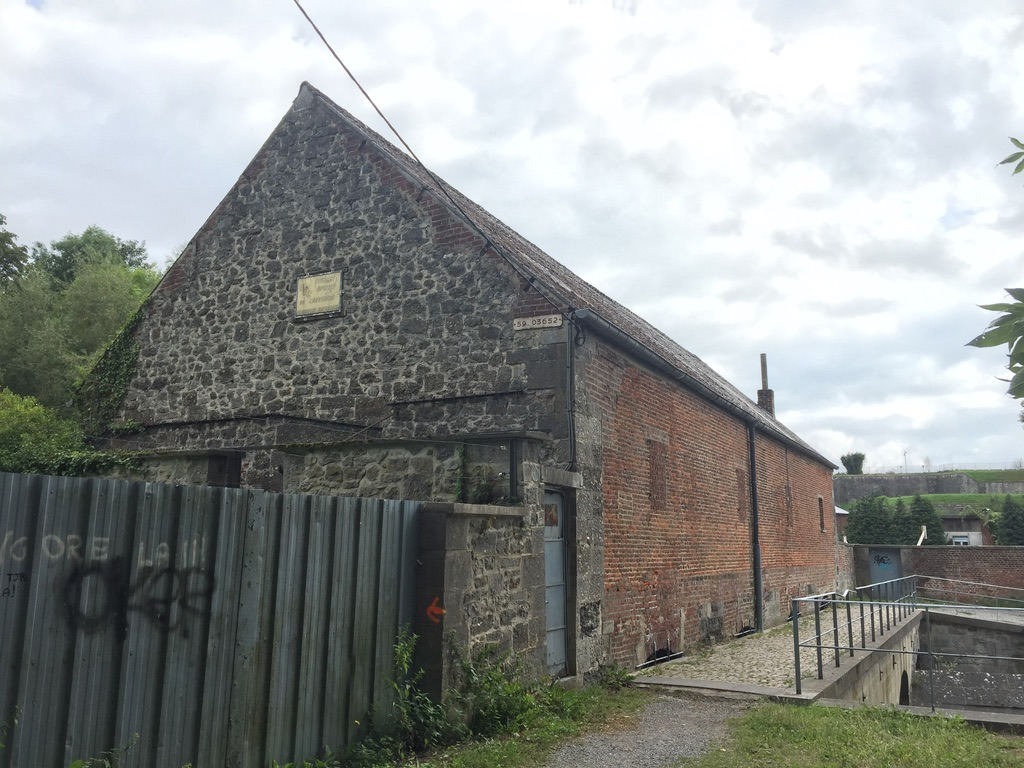
女士桥楼
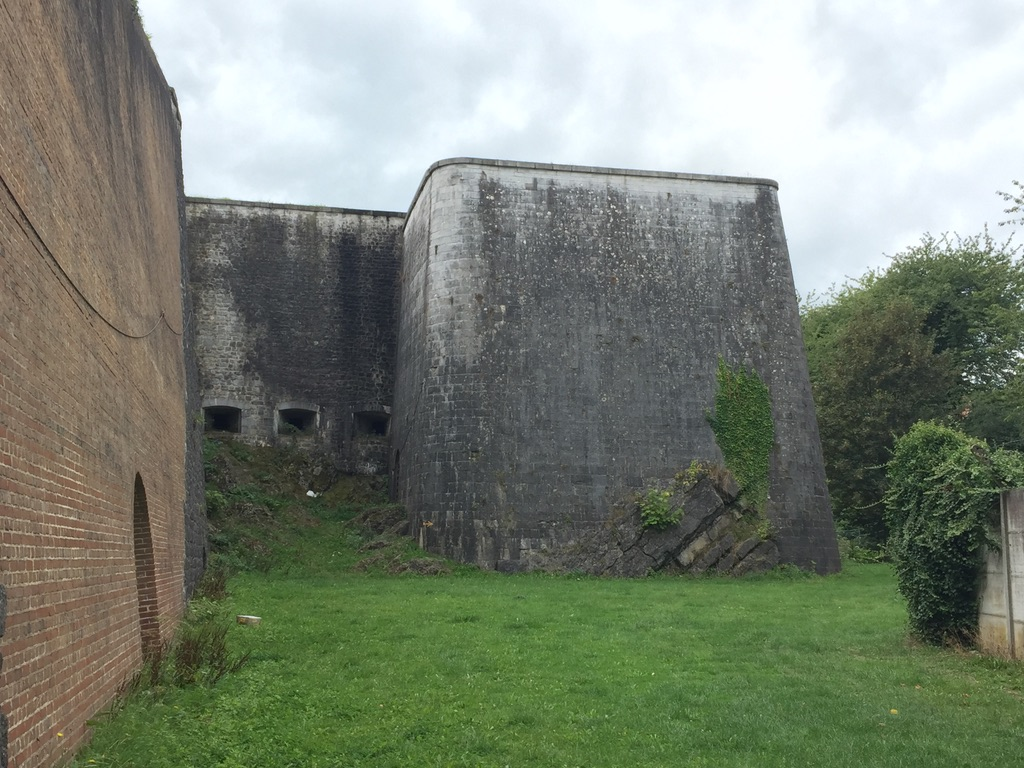
城墙旧址
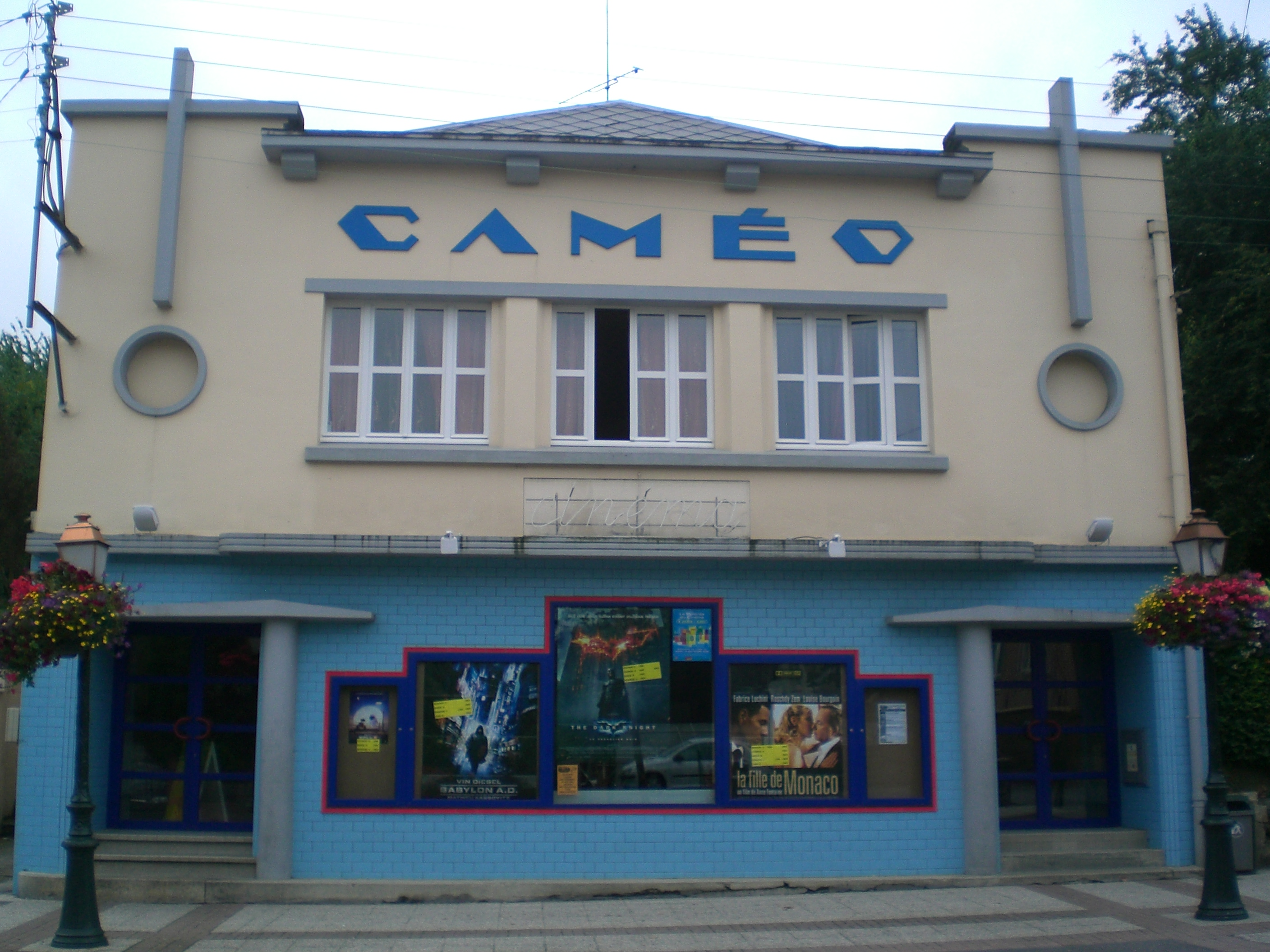
电影院
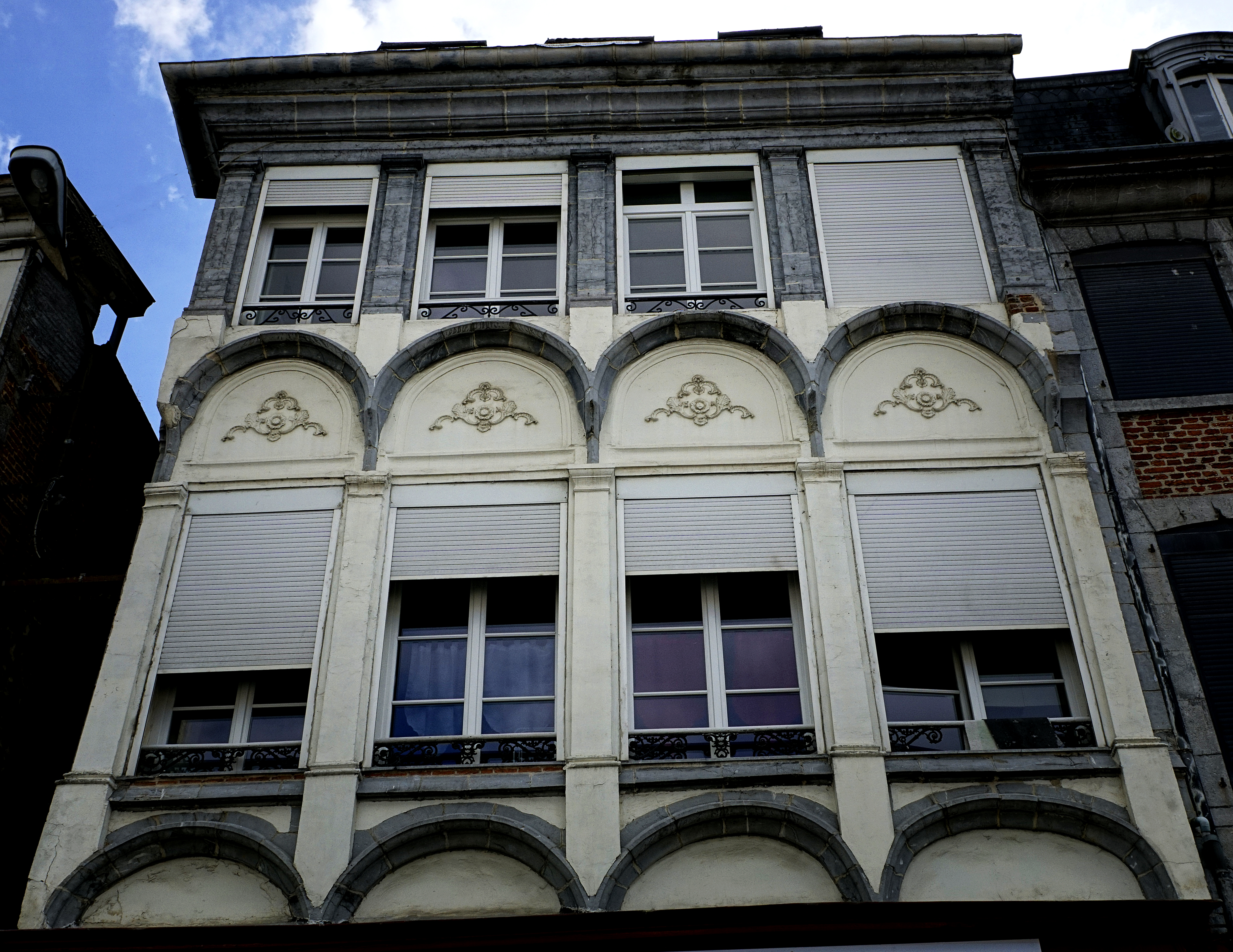
一处民居

### 旅游
埃尔普河畔阿韦讷的旅游事务由其所属的阿韦讷地区之心市镇公共社区负责。2022年，埃尔普河畔阿韦讷境内暂无任何游客接待设施。

### 媒体
法国主要的媒体均可在埃尔普河畔阿韦讷接收，法国电视三台下属的上法兰西大区频道在部分时段播出埃尔普河畔阿韦讷所在诺尔省的地方新闻。《北部之声》、Ici北部等是当地主要的地方性媒体。

### 美食

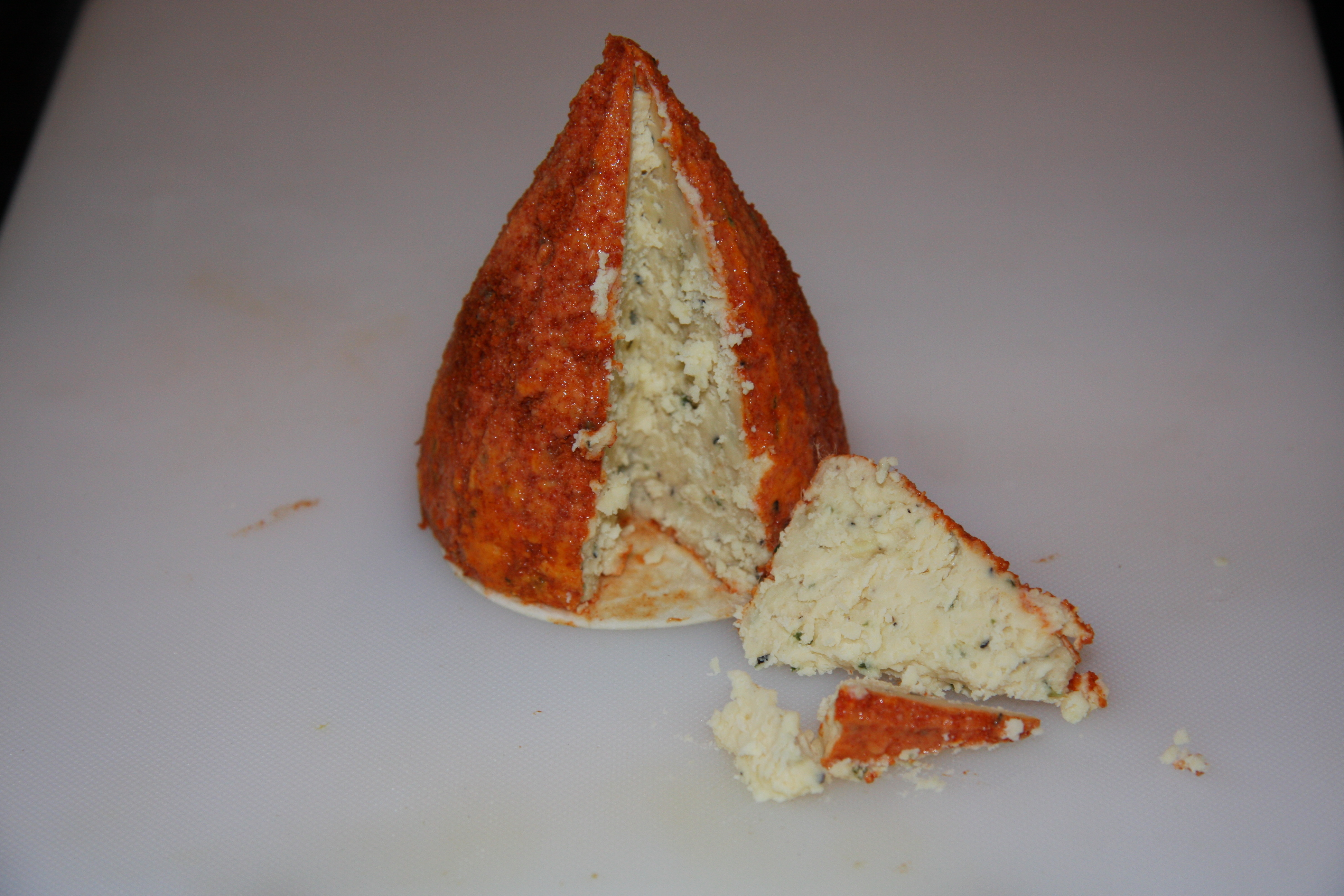
阿韦讷丸奶酪

阿韦讷丸是一种发源于埃尔普河畔阿韦讷的奶酪，其口味与马鲁瓦勒奶酪接近，是法国北部-加来海峡地区的一道特色地方美食。

## 相关人物
尼德兰探险家热塞·德福雷、法国画家朱尔-马克·沙梅尔拉、史学家埃米尔·普里斯·达韦纳、地质学家皮埃尔·泰奥多尔·维尔莱·达乌斯特出生于埃尔普河畔阿韦讷。

## 友好城市
截至2023年6月，埃尔普河畔阿韦讷暂未建立任何友好城市关系。